# Lewisham East (circonscription du Parlement britannique)
Circonscription parlementaire de la Chambre des communes
La circonscription de Lewisham East est une circonscription électorale anglaise située dans le Grand Londres, et représentée à la Chambre des communes du Parlement britannique depuis 2018 par Janet Daby du Parti travailliste.

## Géographie
La circonscription comprend :
- La partie sud-est du Borough londonien d'Lewisham
- Les quartiers de Blackheath, Downham, Southend, Catford, Bellingham, Grove Park, Lee et Hither Green

## Députés
Les Members of Parliament (MPs) de la circonscription sont :
1918-1950
| Législature                                    | Années    | Député | Député           | Parti        |
| ---------------------------------------------- | --------- | ------ | ---------------- | ------------ |
| Lewisham East issue de Lewisham                |           |        |                  |              |
| 31e                                            | 1918–1922 |        | Assheton Pownall | Conservateur |
| 32e                                            | 1922–1923 |        | Assheton Pownall | Conservateur |
| 33e                                            | 1923–1924 |        | Assheton Pownall | Conservateur |
| 34e                                            | 1924–1929 |        | Assheton Pownall | Conservateur |
| 35e                                            | 1929–1931 |        | Assheton Pownall | Conservateur |
| 36e                                            | 1931–1935 |        | Assheton Pownall | Conservateur |
| 37e                                            | 1935–1937 |        | Assheton Pownall | Conservateur |
| 38e                                            | 1945–1950 |        | Herbert Morrison | Travailliste |
| 39e                                            | 1950–1951 |        | Herbert Morrison | Travailliste |
| Remplacée par Lewisham North et Lewisham South |           |        |                  |              |

1974-Présent
| Législature                                 | Années       | Député          | Député           | Parti        |
| ------------------------------------------- | ------------ | --------------- | ---------------- | ------------ |
| Recréée de Lewisham North et Lewisham South |              |                 |                  |              |
| 46e                                         | 1974–1974    |                 | Roland Moyle     | Travailliste |
| 47e                                         | 1974–1979    |                 | Roland Moyle     | Travailliste |
| 48e                                         | 1979–1981    |                 | Roland Moyle     | Travailliste |
| 49e                                         | 1983–1987    |                 | Colin Moynihan   | Conservateur |
| 50e                                         | 1987–1992    |                 | Colin Moynihan   | Conservateur |
| 51e                                         | 1992–1997    |                 | Bridget Prentice | Travailliste |
| 52e                                         | 1997–2001    |                 | Bridget Prentice | Travailliste |
| 53e                                         | 2001–2005    |                 | Bridget Prentice | Travailliste |
| 54e                                         | 2005–2010    |                 | Bridget Prentice | Travailliste |
| 55e                                         | 2010–2015    | Heidi Alexander |                  | Travailliste |
| 56e                                         | 2015–2017    | Heidi Alexander |                  | Travailliste |
| 57e                                         | 2017–2018    | Heidi Alexander |                  | Travailliste |
| 57e                                         | 2018–2019    | Janet Daby      |                  | Travailliste |
| 58e                                         | 2019–Présent | Janet Daby      |                  | Travailliste |

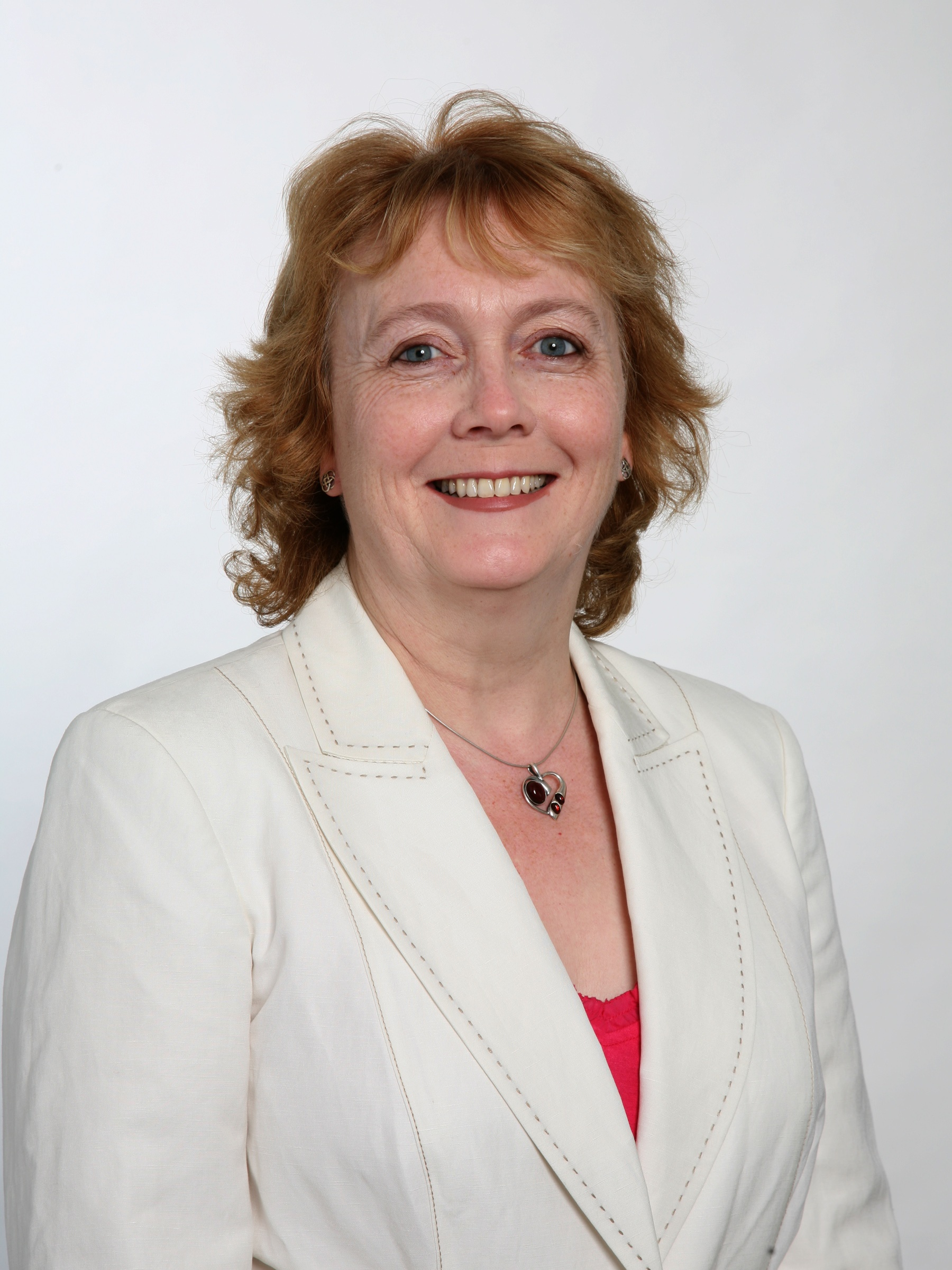
Bridget Prentice (1992-2010)
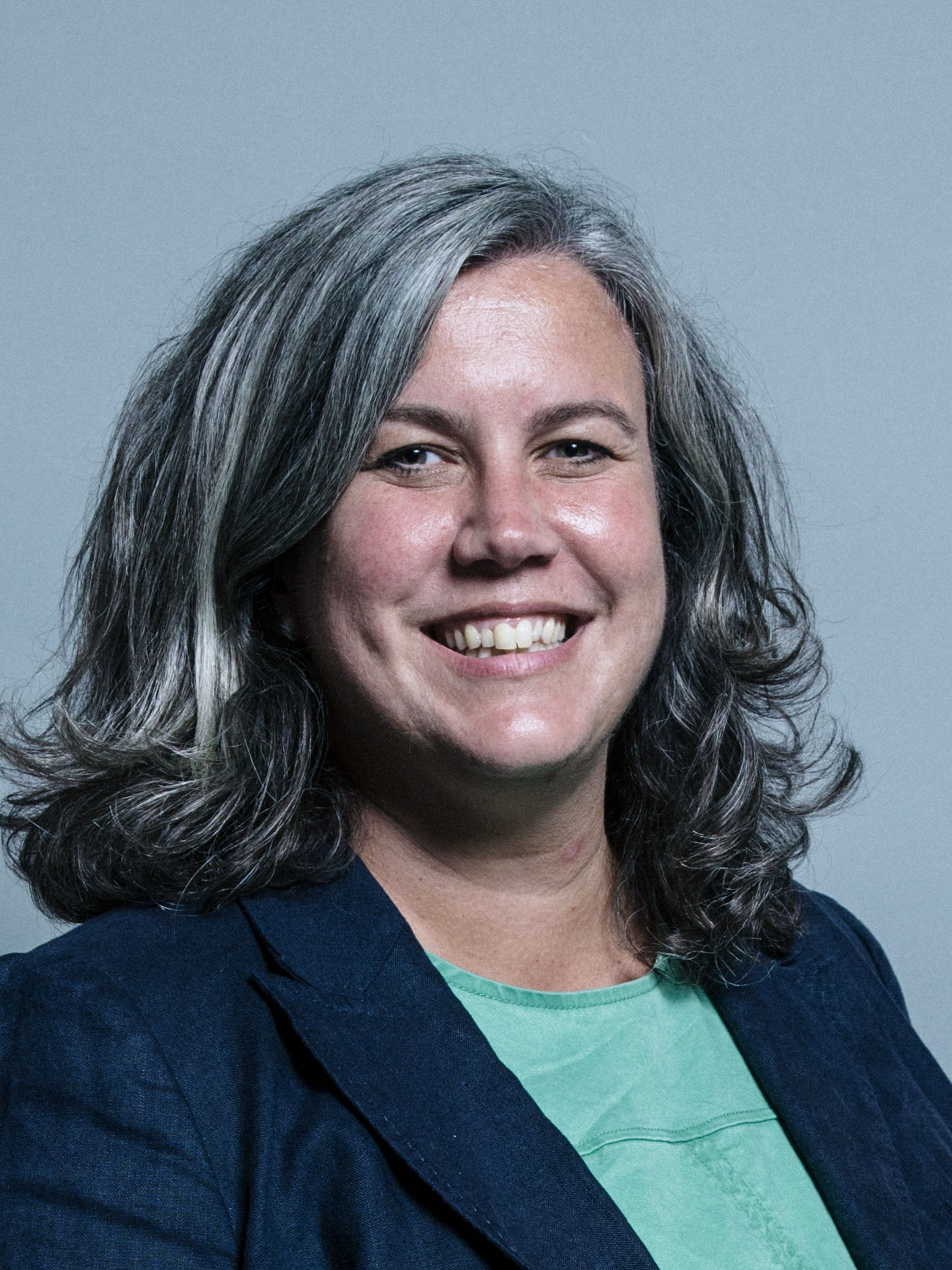
Heidi Alexander (2010-2018)